# Sawatch Range
Sawatch Range je pohoří ve střední části Colorada, ve Spojených státech amerických.
Leží v krajích Lake County, Chaffee County a Pitkin County.
V pohoří se nachází osm z dvaceti nejvyšších vrcholů Skalnatých hor, včetně nejvyšší hory Mount Elbert (4 401 m). Patnáct hor má nadmořskou výšku vyšší než 4 200 m. Přestože se jedná o velehory, většinu vrcholů lze zdolat po turistických trasách bez horolezecké výbavy.

## Název pohoří

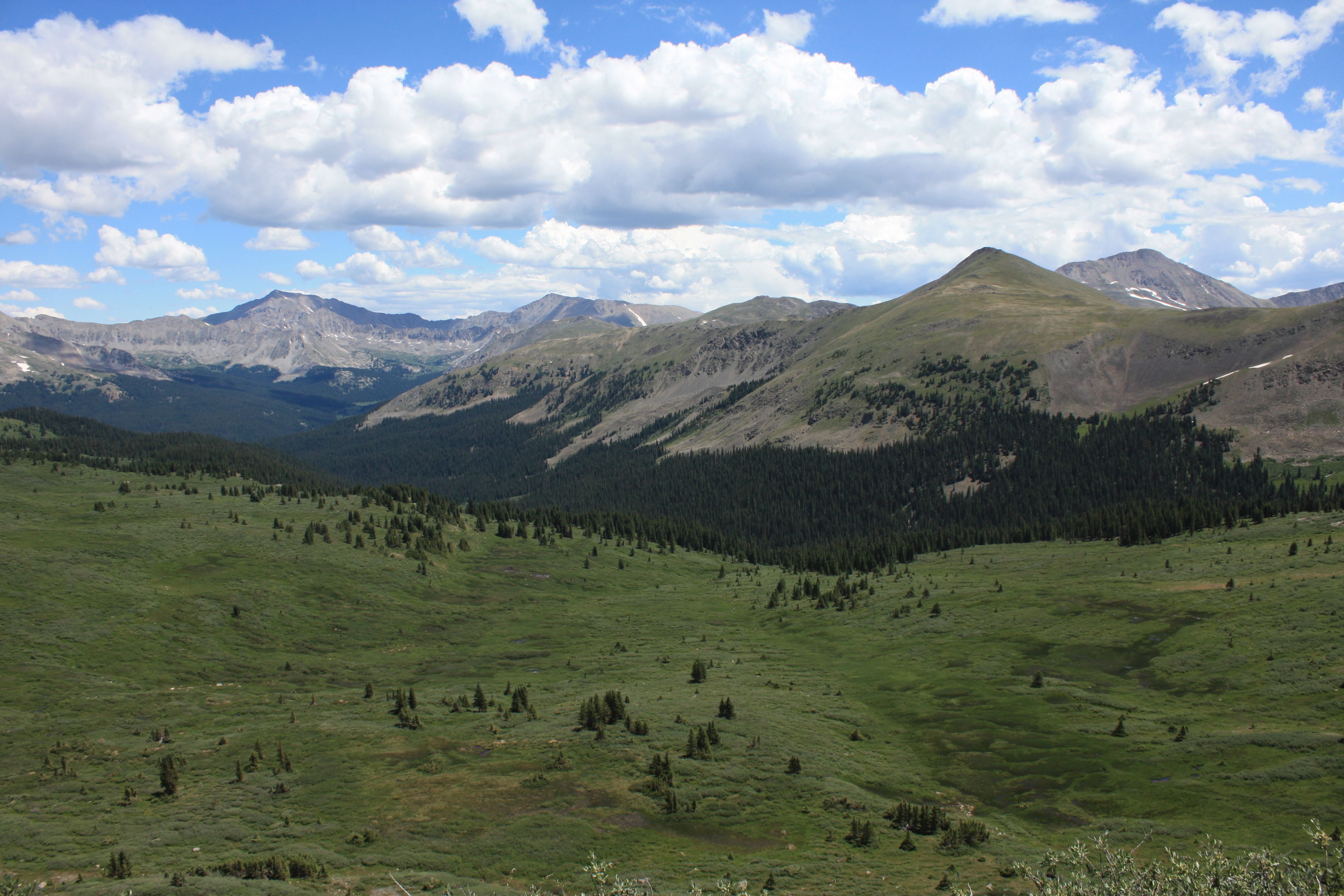
Tzv. Collegiate Peaks

Název pohoří pochází od původních indiánských obyvatel, ze slova Saguache. To značí Vody modré Země, podle řady pramenů v okolí hory Mount Princeton, které stékaly do dnes již zaniklého jezera v údolí San Luis Valley. Evropští osadníci však toto slovo nedokázali vyslovit, a tak se jméno upravilo na Sawatch.

## Geografie

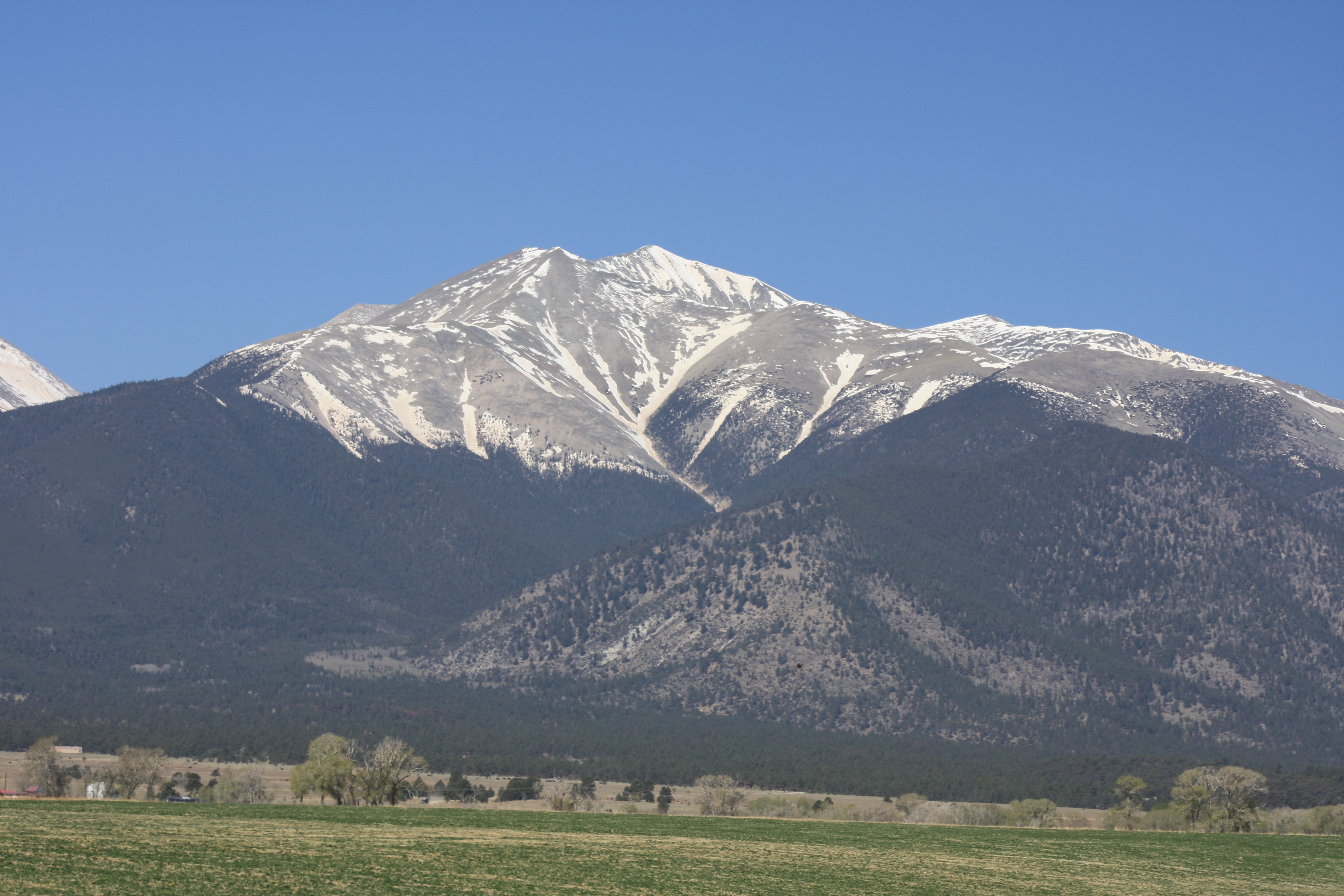
Mount Antero

Sawatch Range se rozkládá od řeky Eagle River na severu k průsmyku Monarch Pass na jihu. Délka pohoří od severu k jihu je okolo 160 km, šířka je okolo 60 km. Západně od Sawatch Range leží pohoří Elk Mountains, jižně pohoří San Juans a Sangre de Cristos, východně se nachází údolí řeky Arkansas a za ním Mosquito Range. Severně pak leží Gore Range. Jedním z center pohoří Sawatch Range je menší město Leadville.

## Horské vrcholy
V Sawatch Range se nachází čtyři z pěti nejvyšších hor státu Colorado: Mount Elbert (4 401 m), Mount Massive (4 398 m), Mount Harvard (4 396 m) a La Plata Peak (4 372 m). K dalším nejvyšším vrcholům náleží Mount Antero (4 351 m), Mount Shavano (4 338 m), Mount Princeton (4 329 m), Mount Belford (4 329 m) nebo Mount Yale (4 328 m).